# 英阿瓦提乡 (乌什县)
英阿瓦提乡，是中华人民共和国新疆维吾尔自治区阿克苏地区乌什县下辖的一个乡镇级行政单位。

## 行政区划
英阿瓦提乡下辖以下地区：
苏尔滚村、英买里村、英阿瓦提村、库齐村、贡格拉提村、喀拉巴格村、亚喀艾日克村、特日木村和英阿特村。